# Djurgårdens IF Fotboll 1939/1940
Djurgårdens IF Fotboll, spelade 1939/1940 i Division 2 Norra, man kom på 2:a plats, efter Reymersholms IK.
Med ett hemmapubliksnitt på 2474 blev Per Larner lagets bäste målskytt med 12 mål.